# Wurdastom dorrii
Wurdastom dorrii är en tvåhjärtbladig växtart som först beskrevs av John Julius Wurdack, och fick sitt nu gällande namn av B.Walln.. Wurdastom dorrii ingår i släktet Wurdastom och familjen Melastomataceae. Inga underarter finns listade i Catalogue of Life.